# Wassyl Senkiwskyj
Wassyl Wassyljowytsch Senkiwskyj (* 4. Julijul. / 16. Juli 1881greg. in Proskurow, Gouvernement Podolien, Russisches Kaiserreich; † 5. August 1962 in Paris, Frankreich) war ein russisch-ukrainischer Philosophiehistoriker, Psychologe, Schriftsteller, Pädagoge, orthodoxer Theologe und Politiker.

## Leben
Wassyl Senkiwskyj kam als Sohn eines Lehrerehepaars in Proskuriw, der heute ukrainischen Stadt Chmelnyzkyj, zur Welt. Sein Großvater war orthodoxer Priester und sein Vater war Kirchenältester, weshalb Wassyl religiös erzogen wurde. Sein Vater unterrichtete an einer Schule in Jampil, an der auch Wassyl seine Grundschulbildung erhielt. Nach dem Abitur studierte er von 1900 an zunächst vier Jahre an der physikalischen und mathematischen Fakultät der St.-Wladimir-Universität in Kiew. 1904 wechselte er an die historisch-philologischen Fakultät der gleichen Universität, die er 1909 absolvierte. Während seines Studiums verfasste er bereits zahlreiche Arbeiten zur Psychologie und Philosophie, insbesondere das 1908 veröffentlichte Werk „Platon in der Interpretation von Natorp“.
Ab Beginn des Jahres 1912 lehrte er Psychologie an Kiewer Schulen. Nach einem Auslandspraktikum in Deutschland in den Jahren 1913/14, dessen Ende mit dem Beginn des Ersten Weltkrieges zusammenfiel, unterrichtete er Kurse in Psychologie und Logik und nach der Verteidigung seiner Doktorarbeit 1915 wurde er außerordentlicher Professor an der Philosophischen Fakultät der Universität Kiew. Gemeinsam mit Sergei Bulgakow war er Gründer und von 1905 an aktives Mitglied der Kiewer Religions- und Philosophischen Gesellschaft, deren Vorsitzender er in den Jahren 1916/17 war.
In den Jahren 1917/18 war er, nachdem er zuvor die Erlaubnis erhalten hatte, auf Russisch zu unterrichten, zudem Professor an der Kiewer Ukrainischen Staatlichen Universität. Außerdem wurde er 1917 auf dem Diözesan-Kongress in Kiew in den Bischofsrat gewählt und nahm im Juni 1917 am Allrussischen Kongress des Klerus und Laien in Moskau teil.
1918 wurde er im Ukrainischen Staat unter Hetman Pawlo Skoropadskyj Minister für Bekenntnisse und Kirchen und setzte sich als solcher für die Autokephalie der ukrainischen orthodoxen Kirche und die Verwendung der ukrainischen Sprache in der Kirche, obwohl er sich selbst als „Russisch Ukrainisch“ betrachtete.
Nach dem Sturz Skoropadskyjs emigrierte er zunächst ins jugoslawische Belgrad und lehrte dort gleichzeitig an der philosophischen und der theologischen Fakultät der Universität Belgrad. Er verließ Jugoslawien 1923 und zog ins tschechoslowakische Prag. Nach einem kurzen Studienaufenthalt in den Vereinigten Staaten übersiedelte er 1925 nach Paris. Dort war er aktiv an der Gründung des orthodoxen Theologischen Instituts St. Sergius beteiligt, an dem er von 1944 an die Abteilung für Philosophie leitete und bis an sein Lebensende Dekan war.
Er starb 81-jährig in Paris und wurde dort auf dem russischen Friedhof von Sainte-Geneviève-des-Bois bestattet.